# Лотарев Володимир Олексійович
Володимир Олексійович Лотарев (Лотарьов) (рос. Владимир Алексеевич Лотарёв, 15 листопада 1914, Олександрівськ-Грушевський, тепер місто Шахти Ростовської області — 20 липня 1994, Запоріжжя) — український авіаконструктор, творець авіаційних газотурбінних двигунів великого ресурсу і високого ступеня надійності. Брав участь у створенні двигуна М-90 для літаків Сухого. Доктор технічних наук (1971). Член-кореспондент АН УРСР (1976), академік АН УРСР (1985). Депутат Ради Союзу Верховної Ради СРСР 11 скликання (1984—1989) від Запорізькій області. Герой Соціалістичної Праці (14.11.1974).

## Біографія
Народився в родині робітника-шахтаря. Батько — Олексій Євграфович працював шахтарем, мати — Валентина Прокопівна все своє життя присвятила сім'ї і домашньому господарству.
Закінчив середню школу. Трудову діяльність розпочав у 1930 році учнем електрослюсаря гірничопромислового училища в місті Шахти. З 1932 року працював електрообмотувальником рудоремонтного заводу міста Шахти. Вступив до Новочеркаського авіаційного інституту, потім був переведений до Харківського авіаційного інституту.
Після закінчення Харківського авіаційного інституту з 1939 працював на Запорізькому заводі імені Баранова № 29 (тепер ПАТ «Мотор Січ») інженером-конструктором, начальником конструкторської групи по доведенню дослідних моторів М-89, що встановлювалися на бомбардувальник Іл-4, брав участь у створенні двигуна М-90 для літаків Сухого.
Після евакуації заводу № 29 в Росію, до міста Омськ з вересня 1941 року на посаді начальника конструкторської бригади брав участь у налагодженні серійного випуску двигуна М-88Б для Іл-4, а потім з 1943 року нового поршневого мотора АШ-82ФН для бомбардувальників Ту-2, Пе-2, винищувачів Ла-5, Ла-7 і транспортних літаків Іл-12, Іл-14, одночасно вів розробку нових конструкцій.
З вересня 1944 працював в серійно-конструкторському відділі заводу як провідного конструктора по двигуну М-26 та заступником начальника серійно-конструкторського бюро. На цій посаді відповідав за підвищення надійності серійних двигунів М-88Б, АШ-82ФН. За безпосередньої участі Лотарева спроектований, виготовлений і зданий на державні випробування мотор середньої потужності М-26.
30 серпні 1945 року переведений в Запоріжжі в дослідно-конструкторське бюро (ДКБ) заводу № 478 на посаду провідного конструктора з подальшої доведення мотора М-26 і його модифікацій. Член ВКП(б) з 1946 року.
У березні 1946 року призначений заступником головного конструктора ДКБ, у 1963 році — головним конструктором Державного союзного ДКБ. З 1981 по 1989 рік — генеральний конструктор Запорізького машинобудівного конструкторського бюро «Прогрес» Міністерства авіаційної промисловості СРСР.
За безпосередньої участі Лотарева створено велику кількість типів двигунів :
1. Сімейство поршневих літакових двигунів АІ-10, АІ-12, АІ-14Р для навчально-тренувальних, бойових і легких багатоцільових транспортних літаків Як-12, Як-18, Як-20, Ан-14.
2. Сімейство поршневих і газотурбінних двигунів: АІ-4В, АІ-26В, АІ-14В, АІ-7, АІ-24В, ТВ-2ВК, які встановлювалися на вертольоти Б-5, Б-9, Б-10, Б-11, Ка-10, Ка-15, Ка-18, Ка-26, Мі-1, Мі-7, Мі-8, Як-100 і багатоцільового транспортного гвинтокрилих Ка-22.
3. Сімейство пускових авіаційних двигунів: ТС-12Ф, АІ-2МК, АІ-8, АІ-9, АИ-9В, які застосовуються на літаках Ан-8, Ан-10, Ан-22, Бе-12, Іл- 18, Ту −95, Ту- 114, Як- 40 і на більшості вертольотів Міля і Камова.
4. Сімейство потужних турбогвинтових газотурбінних авіаційних двигунів великого ресурсу: АІ-20К, АІ-20Д, АІ-20М, АІ-24 для пасажирських Ан-10, Ан-24, Іл-18, військово-транспортних Ан-8 , Ан-12 , Ан-26, літаків спеціального призначення Ан-30, Іл-20, Іл-22, Іл-38 і гідролітака Бе-12.
Велике загальнодержавне значення мали проведені дослідно-конструкторські роботи по збільшенню надійності та ресурсу серійних авіаційних двигунів, в результаті яких амортизаційні терміни служби доведені для двигунів: АІ-20К — до 20000 годин, АІ-24 серії II — до 20000 годин, АІ-25 — до 12 000 годин.
5. Перший у СРСР двигун АІ-25, який встановлювався на пасажирському літаку Як-40 та сільськогосподарському літаку М-15.
6. Сімейство турбореактивних двоконтурних двигунів для навчально-тренувальних літаків: АІ-25ТЛ і ДВ-2 для чеських літаків L-39, L-59.
7. Сімейство двигунів великій мірі двухконтурности: ТРДД Д-36 для пасажирських і транспортних літаків Як-42, Ан-72, Ан-74; ТРДД Д-18Т для самих вантажопідіймальних літаків у світі Ан-124 «Руслан» і Ан-225 «Мрія» ; турбовальний двигун Д-136 для найбільшого і вантажопідйомного вертольота в світі Мі-26.
8. Сімейство двигунів наземного призначення:
— газотурбінні приводи АІ-23С — 1 і АІ-20С для швидкісних суден на підводних крилах «Тайфун» і «Буревісник», судна на повітряній подушці "Сормович "; — Пусковий двигун АІ-8 для аеродромного пускового агрегату АПА-8, для запуску маршових двигунів СПК «Сормович»; — Двигун АІ-8С для розбризкування отрутохімікатів на сільськогосподарському літаку Ан-2М; — ГТП АІ-8П для установки гасіння пожеж в закритих приміщеннях ГІГ-4 (генератора інертних газів); — ГТП АІ-23, АІ-23У, АІ-23СГ для бурових установок; — ГТП АІ-21 для газотурбінних установок ГТУ-1000 пересувних електростанцій 5Е41.
Відмінною особливістю авіаційних двигунів, створених під керівництвом В. А. Лотарева є глибока опрацювання газодинамічних, конструктивних, виробничо-технологічних рішень та їх оптимізація в поєднанні з високою надійністю, великим ресурсом, простотою і економічністю в експлуатації, що забезпечує їх масову, довголітню і успішну експлуатацію на великій кількості літальних апаратів цивільної та військової авіації. У дослідно-конструкторських роботах вдалося вирішити цілий комплекс складних технічних проблем шляхом органічного поєднання наукових методів розрахунку, прогресивного конструювання і великих експериментальних досліджень.
За великі науково-дослідні роботи зі створення авіаційних двигунів Володимиру Олексійовичу Лотареву в 1971 році було присуджено вчений ступінь доктора технічних наук, а в квітні 1976 він був обраний членом-кореспондентом Академії Наук Української РСР, в 1982 році Рішенням Вищої атестаційної комісії при Раді Міністрів СРСР йому було присвоєно вчене звання професора за фахом конструкція і міцність авіадвигунів, а в 1985 році А. В. Лотарев був обраний дійсним членом АН УРСР. Володимир Олексійович мав 130 авторських свідоцтв на винаходи в галузі авіаційної техніки та друковані праці з цієї ж тематики.
Велику науково-конструкторську роботу Володимир Олексійович Лотарев поєднував з плідною роботою з підготовки висококваліфікованих інженерних і наукових кадрів. Під його керівництвом на підприємстві була вихована велика група дослідників і експериментаторів, успішно вирішальних складні питання теорії і практики двигунобудування.
Велика науково-конструкторська та організаторська діяльність Володимира Олексійовича Лотарева, його висока відповідальність за доручену справу та вагомий внесок у народне господарство та обороноздатність країни здобули йому заслужений авторитет великого авіаційного фахівця.
Помер 20 липня 1994 року. Похований на Капустяному цвинтарі Запоріжжя.

## Нагороди та звання
- Герой Соціалістичної Праці (14.11.1974)
- три ордени Леніна (22.07.1966, 14.11.1974, 17.05.1982)
- орден Жовтневої Революції (26.04.1971)
- орден Трудового Червоного Прапора (12.07.1957)
- орден Червоної Зірки (16.09.1945)
- орден Праці (Чехословаччина) (25.10.1984)
- Сталінська премія (1948)
- Державна премія СРСР (1976)
- Ленінська премія (1960)
- медаль «За доблесну працю у Великій Вітчизняній війні 1941—1945 рр.»
- медалі

## Вшанування пам'яті
У місті Запоріжжя є вулиця В.О. Лотарєва.